# One UI
One UI — оболочка Android, разрабатываемая Samsung Electronics. Нацелена на улучшение работы пользователя с устройствами компании одной рукой, отсюда и пошло само название оболочки.

## История
О One UI стало впервые известно в 2018 году на конференции разработчиков в Сан-Франциско, там компания Samsung показала несколько изображений и объяснила, ради чего потребовалось вносить изменения в оболочку.
Первыми обновление до One UI получили: Samsung Galaxy S9, Samsung Galaxy S9+ и Samsung Galaxy Note 9.
В августе 2022 года компания выпустила бета-версию One UI 5.0 на базе Android 13 для Германии, Южной Кореи и США. В новом обновлении, анимации стали визуально плавнее и быстрее, улучшена система уведомлений, добавлены новые настройки палитры цветов и возможность извлечь текст изображений в галерее.
В апреле 2025 года планируется полный выпуск One UI 7 на базе Android 15. Эта версия включает множество улучшений, таких как более плавные анимации, интеллектуальные функции на базе ИИ и обновленный дизайн. One UI 7 уже доступна для линейки Samsung Galaxy S25, в бета-версии для некоторых моделей, таких как Galaxy S24, и ожидается, что стабильная версия будет выпущена для более широкого круга устройств, включая Galaxy S23 и S22.

## Особенности
One UI была разработана компанией Samsung для того, чтобы аппаратное и программное обеспечение «работало в идеальной гармонии», а также для того, чтобы сделать работу с устройствами с большим экраном «более естественной». Главной дизайнерской идеей во многих системных приложениях является намеренное размещение основных функций и элементов пользовательского интерфейса вдоль середины экрана, а не вблизи верхней части. Благодаря этому управление одним большим пальцем стало удобнее. По аналогичным причинам приложения используют большие заголовки, чтобы подтолкнуть их основное содержимое к вертикальному центру экрана. Панель навигации поддерживает использование жестов и обычную 3-кнопочную систему. Также был добавлен ночной режим, который дает элементам пользовательского интерфейса и поддерживаемым приложениям затемненную цветовую схему. Как и в Android Pie, обзорный экран последних приложений использует горизонтальную компоновку, в отличие от вертикальной компоновки предыдущих версий.

## Версии

### One UI 1
- Новая версия операционной системы — Android 9 Pie
- Рабочий стол
- Обновлены все встроенные приложения
- Новые жесты
- Переработанные иконки
- Обновление шторки уведомлений
- Тёмная тема
- Обновленный шрифт
- Dolby Atmos
- Always On Display
- Smart Dial

### One UI 2
14 октября 2019 года компания Samsung выпустила публичную бета-версию новой версии оболочки One UI 2. Среди основных отличий:
- Новая версия операционной системы — Android 10 Q
- Новые жесты управления
- Более компактные размеры различных всплывающих окон (вызовы, регулировка громкости)
- Новый дизайн таких разделов, как Использование устройства и Обслуживание устройства
- Новый отчёт о расходе заряда с возможностью просмотра данных за месяц
- Новые эффекты боковой подсветки
- Улучшения камеры (новый выбор режимов)
- Новый раздел настроек экрана — Обои
- Улучшенная поддержка тёмной темы (можно включить затемнение обоев)
- Добавлена корзина контактов, по аналогии с корзиной в Галерее
- AR Emoji
- Pro-режим съёмки
- Quick Share (аналог Apple AirDrop)
- Music Share
- Screen Zoom
- Режим Pro Video
- DeX
- Беспроводной Dex
- Панель Edge

### One UI 3
- 17 сентября 2020 года компания Samsung выпустила публичную бета-версию новой версии оболочки One UI 3.
- 1 декабря 2020 года компания Samsung выпустила новую версию оболочки One UI 3.
- 5 февраля 2021 года компания Samsung выпустила новую версию оболочки One UI 3.1.
- 27 августа 2021 года компания Samsung выпустила новую версию оболочки One UI 3.1.1.
- Новая версия операционной системы — Android 11
- DeX (режим, который добавляет телефону возможность подключать компьютерную технику, или же соединяться с ней)
- Цифровое благополучие
- Bixby Routine (сценарий, который предусматривает применение системы машинного обучения для фиксации предпочтений пользователя и его опыта использования смартфона).
- Check Firm
- Изображение в фоне на экране вызова
- Видеозвонки и тесная интеграция с Google Duo
- Геоданные на фото и Private Share
- Продолжение работы приложений на других устройствах
- Защита для глаз
- Ластик для объектов
- Софт камеры

### One UI 4
- 27 августа 2021 года компания Samsung выпустила публичную первую бета-версию оболочки One UI 4.
- 6 октября 2021 года компания Samsung выпустила публичную вторую бета-версию оболочки One UI 4.
- 17 октября 2021 года компания Samsung выпустила публичную третью бета-версию оболочки One UI 4.
- 15 ноября 2021 года компания Samsung выпустила четвёртую бета-версию оболочки One UI 4.
- 17 ноября 2021 года вышла официальная версия оболочки One UI 4.0.
- 1 марта 2022 года выпустила первое обновление One UI 4.1.
- 30 августа 2022 года выпустила первое обновление One UI 4.1.1.
- Новая версия операционной системы — Android 12
- Samsung RAM Plus
- Меню вывода мультимедиа на экране блокировки
- Новый дизайн панели быстрых настроек
- Изменения пользовательского интерфейса камеры
- Улучшения многозадачности
- Новый лист акций
- Улучшения в галерее и редактировании фотографий
- Обновлённое меню Обслуживание устройства, вместо «цифр» появились смайлики и надписи: Плохо, Хорошо, Отлично
- Новая анимация зарядки
- Появление новой функции под названием «Максимальное затемнение» оригинальное название Extra Dim
- Картинка в картинке теперь имеет закруглённые углы, можно увеличивать окно, и перетаскивать в любое место на экране
- Стандартные улучшения Bixby
- Always On Display теперь может активироваться при появлении новых уведомлений
- AR Emoji в контактах
- Настраиваемое уведомление о вспышке на экране
- Режим вождения Digital Wellbeing
- Более точные поисковые предложения
- Виджет ежемесячного календаря на экране блокировки
- Диктофон на экране блокировки
- Палитра цветов, которая позволяет установить цвет акцента под цвет обоев в системных приложениях
- Улучшена конфиденциальность: Если приложение использует микрофон или камеру, вы увидите индикатор в верхнем углу экрана; Оповещение если приложение хочет получить доступ к буферу обмена; Для разных приложений можно выбрать примерное местоположение (с точностью до города) и точное (с точностью до улицы и дома)
- Клавиатура Samsung тоже изменилась, теперь кнопки расположены в «кружочки», даже сами иконки кнопок изменились, но самое главное что клавиатура может быть любого цвета с палитрой цветов
- Главный экран — виджеты полностью изменились: Появились три рекомендуемых виджета; Вместо списка виджетов появляется список приложений с виджетами
- Галерея улучшена
- Редактор фотографий: Изменён дизайн значков
- Сэлфимоджи
- Календарь
- Samsung Health: Более стабильная

### One UI 5
- 9 августа 2022 года компания Samsung выпустила публичную бета-версию оболочки One UI 5.
- 24 октября 2022 года компания Samsung выпустила официальную версию оболочки One UI 5.0.
- 1 февраля 2023 года компания Samsung выпустила официальную версию оболочки One UI 5.1.
- Новая версия операционной системы — Android 13

### One UI 6
- Дата выхода One.UI 6.0 — 30 октября 2023
- Дата выхода One.UI 6.1 — 17 января 2024
- Новая версия операционной системы — Android 14
- Новый шрифт. Убрали слова «Galaxy» и «Samsung» из названий некоторых системных приложений.
- Новые виджеты и интерфейс «Погода» и «Камера»
- Персонализация экрана блокировки
- Переработаны быстрые настройки и панель уведомлений.
- Новый стиль эмодзи.
- Улучшена многозадачность в приложении «Галерея»
- Функция Bixby Text Call теперь поддерживает больше языков
- Новая функция Auto Blocker блокирует установку приложений из неавторизованных магазинов приложений
- Режимы напрямую привязаны к экрану блокировки
- Жесты, панель быстрых настроек и новые анимации
- Galaxy AI

### One UI 7
- Обновление отозвано в связи с проблемами с разблокировки некоторых устройств.
- Новая версия операционной системы - Android 15